# Albert Levame
Albert Levame (19 de janeiro de 1881 – 5 de dezembro de 1958) foi um prelado monegasco da Igreja Católica que trabalhou no serviço diplomático da Santa Sé.

## Biografia
Albert Levame nasceu em Mônaco em 19 de janeiro de 1881. Ele estudou no Colégio Jesuíta da Visitação e depois na Pontifícia Universidade Gregoriana, em Roma.
Foi ordenado sacerdote em 21 de maio de 1905.
Para se preparar para a carreira diplomática, ingressou na Pontifícia Academia Eclesiástica em 1907. Suas primeiras funções incluíram períodos em Viena, Praga, Buenos Aires e Paris.
Em 21 de dezembro de 1933, Papa Pio XI o nomeou arcebispo titular de Quersoneso em Zechia, Núncio Apostólico em El Salvador e em Honduras e Delegado apostólico para a Guatemala.
Em 4 de fevereiro de 1934, ele recebeu sua consagração episcopal do Cardeal Eugenio Pacelli, posteriormente eleito Papa Pio XII.
Em março de 1936, foi nomeado Núncio Apostólico na Guatemala, função que serviu até 12 de novembro de 1939, quando o Papa Pio XII o nomeou núncio no Uruguai e no Paraguai. Ele renunciou ao cargo no Paraguai em 1941.
Em 3 de outubro de 1949, Papa Pio o nomeou Internúncio Apostólico no Egito. Durante esse período, participou nas negociações que resolveram a controvérsia sobre o ensino da religião cristã nas escolas.
Ele foi nomeado Núncio Apostólico na Irlanda em 16 de junho de 1954.
Albert Levame morreu na nunciatura em Dublin em 5 de dezembro de 1958. Ele estava doente há vários meses.